# Квант электрического сопротивления
Квант электрического сопротивления, константа фон Клитцинга RK = h/e², где h — постоянная Планка, e — элементарный электрический заряд.
В системе СИ квант электрического сопротивления равен 25 812,807 45... Ом. В этой системе формулу для кванта электрического сопротивления можно переписать как Z/(2α), где {\displaystyle Z={\sqrt {\mu _{0}/\varepsilon _{0}}}=} 376 Ом — импеданс свободного пространства, α — постоянная тонкой структуры.
Эта величина является наиболее удобной единицей измерения в тех случаях, когда сопротивление системы определяется квантовыми эффектами. В частности, холловское сопротивление в квантовом эффекте Холла есть RK, делённое на натуральное число. Проводимость квантового точечного контакта определяется по формуле Ландауэра именно в единицах кванта сопротивления. Квант электрического сопротивления используется в качестве эталона сопротивления, поскольку его легко реализовать и он не зависит от материала проводника и прочих параметров установки.
В 1987 году 18-я Генеральная конференция по мерам и весам приняла конвенциональное определение кванта сопротивления (константы фон Клитцинга), которое обозначается RK-90 (индекс 90 связан с тем, что определение введено в действие с 1990 года). Величина RK-90, используемая для калибровки сопротивлений, по определению равна 25 812,807 Ом (точно). Рекомендация использовать это значение была отменена в рамках изменения определений СИ 2018—2019 годов.